# William Colle
William Colle (fl. 1397–1414) de Leominster, Herefordshire, fue un político inglés. 
Colle fue miembro del Parlamento por el distrito de Leominster, primero elegido en enero de 1397 con Thomas Reynold. Sirvió hasta septiembre de ese año y fue reelegido en noviembre de 1414, junto con John Salisbury. Ya no servía en 1416.